# Kropstemperatur
Den normale kropstemperatur, eller rettere kropskernetemperatur, ligger hos mennesker på 37°C (mellem 36,4 og 37,1 °C). Hvis temperaturen i kropskernen stiger, har man feber; intervallet fra 37,1 til 37,8 kaldes subfebril, 37,9 til 38,4 er febril og 38,5 til 40,0 og opefter er højfebril. Temperaturer over 40 °C er meget høj feber og er potentielt livstruende, hvis tilstanden opretholdes over længere tid. 
Falder temperaturen til mindre end 35 °C, kaldes det hypotermi. Temperaturen på huden og i ekstremiteterne kan variere kraftigt fra kernetemperaturen; dog, for børn kan temperaturen om morgenen godt kan være lidt under 37 °C og om aftenen op til 37,5 °C, uden at barnet er febrilt.

## Målemetoder
Temperatur anvendes mange steder i sundhedsverdenen. Mest almindeligt anvendes et mund-, øre- eller pande-termometer,der sælges i håndkøb og findes i mange hjem. På danske hospitaler anvendes mest øretermometer, mens også pandetermometer ses mange steder; på begge disse er der er vis usikkerhed i målingen, men de kan ofte give en rimelig indikation af temperaturen.
For mere præcis måling af kernetemperaturen anvendes oftest temperaturmåling via endetarmen (rektal temperatur). Metoden medfører et lidt større ubehag end målinger i øre eller på pande, ligesom målingen tager ét til to minutter, sammenlignet med få sekunder for øre- og pandemålinger. Specialafdelinger, for eksempel operations- eller intensivafdelinger, anvender ofte også invasive temperaturmålinger via lungearterien eller et blærekateter, der udnytter adgangen til kroppens indre til at måle kernetemperaturen mere præcist.